# Cladopodiella
Cladopodiella là một chi rêu trong họ Cephaloziaceae.